# Billy Drago
Billy Drago, egentligen Billy Eugene Burrows, född 30 november 1945 i Hugoton, Kansas, död 24 juni 2019 i Los Angeles, var en amerikansk skådespelare.
Dragos far, William, var av apache-börd, och hans mor, Gladys, hade påbrå från Böhmen.
Han inledde sin skådespelarkarriär 1979. Efter att ha porträtterat indianer i några filmer fick han en liten roll i Cutter's Way (1981), där Jeff Bridges spelade den manliga huvudrollen. Under 1980-talet innehade Drago gästroller i ett flertal TV-serier, bland andra Par i brott, Hunter och Spanarna på Hill Street. Andra TV-serier Drago figurerat i är Walker, Texas Ranger, Nash Bridges, Arkiv X och Förhäxad.
1987 fick Drago sin första större roll, som Al Capones medhjälpare, gangstern Frank Nitti, i Brian De Palmas De omutbara. I Delta Force 2: The Colombian Connection spelade han den synnerligen ondskefulle knarkbaronen Ramon Cota, som till slut finner sin överman i överste Scott McCoy, spelad av Chuck Norris.
2001 syntes Drago i en sekvens i Michael Jacksons musikvideo till låten "You Rock My World".
Billy Drago var sedan 1980 gift med skådespelerskan Silvana Gallardo. Tillsammans hade de sonen Darren E. Burrows, även han skådespelare.

## Filmografi
- The Lords of Salem (2012)
- Moving McAllister (2007)
- Masters of Horror 10 - Imprint (2006)
- The Hills Have Eyes (2006)
- Seven Mummies (2006)
- El Muerto (2005)
- Mysterious Skin (2004)
- Hotet från underjorden 4 (2004)
- Very Mean Men (2000)
- Strike Zone (1999)
- Lima - Breaking the Silence (1998)
- Lincoln - Fotbollshunden (1998)
- A Doll in the Dark (1997)
- Convict 762 (1997)
- Shadow Warriors (1997)
- Trigger Happy (1996)
- Deadly Heroes (1996)
- Sci-Fighters (1996)
- Blue Devil, Devil Blue (1995)
- Blood Money (1995)
- Phoenix (1995)
- Never Say Die (1995)
- The Cop (1994)
- The Takeover (1994)
- Cyborg II: Glass Shadow (1993)
- Secret Games (1992)
- Death Ring - människojakt (1992)
- Lady Dragon II (1992)
- Guncrazy (1992)
- Martial Law Force (1991)
- Kejsaren av Chinatown (1991)
- Delta Force - Operation Stranglehold (1990)
- Delta Force 2 - The Colombian Connection (1990)
- Farlig tystnad (1989)
- Uppgörelsen i New York (1988)
- Hero and the Terror (1988)
- Vittnet (1987)
- De omutbara (1987)
- Vamp (1986)
- Dödlig konspiration (1986)
- Hunters Blood (1986)
- Windwalker - indiankrigaren (1980)
- Deathring (årtal saknas)
- Blood Relic (årtal saknas)